# Bebådelsens kyrka, Cergău Mare
Bebådelsens kyrka (rumänska: Biserica Buna Vestire) är en rumänsk-ortodox kyrkobyggnad belägen i byn Cergău Mare i länet Alba i västra Rumänien.
Kyrkan är helgad åt Bebådelsen, då ärkeängeln Gabriel överlämnade budskapet till Jungfru Maria (Guds Moder) att hon skulle föda Jesus Kristus.

## Historik
Bebådelsens kyrka i Cergău Mare började att byggas i början av 1800-talet och stod klar 1804. Ursprungligen var den en östkatolsk kyrka men blev senare rumänsk-ortodox, som tillhör de Östortodoxa kyrkorna.
Idag (mars 2023) är kyrkan klassad som ett historiskt monument med koden AB-II-m-B-00199.

## Kyrkan
- Kyrkan är byggd i nyromansk stil.[1][2]
- Den är byggd i tegel och täckt med kakel.[1][2]
- Klocktornet är byggd i barockstil.[1][2]

## Bilder

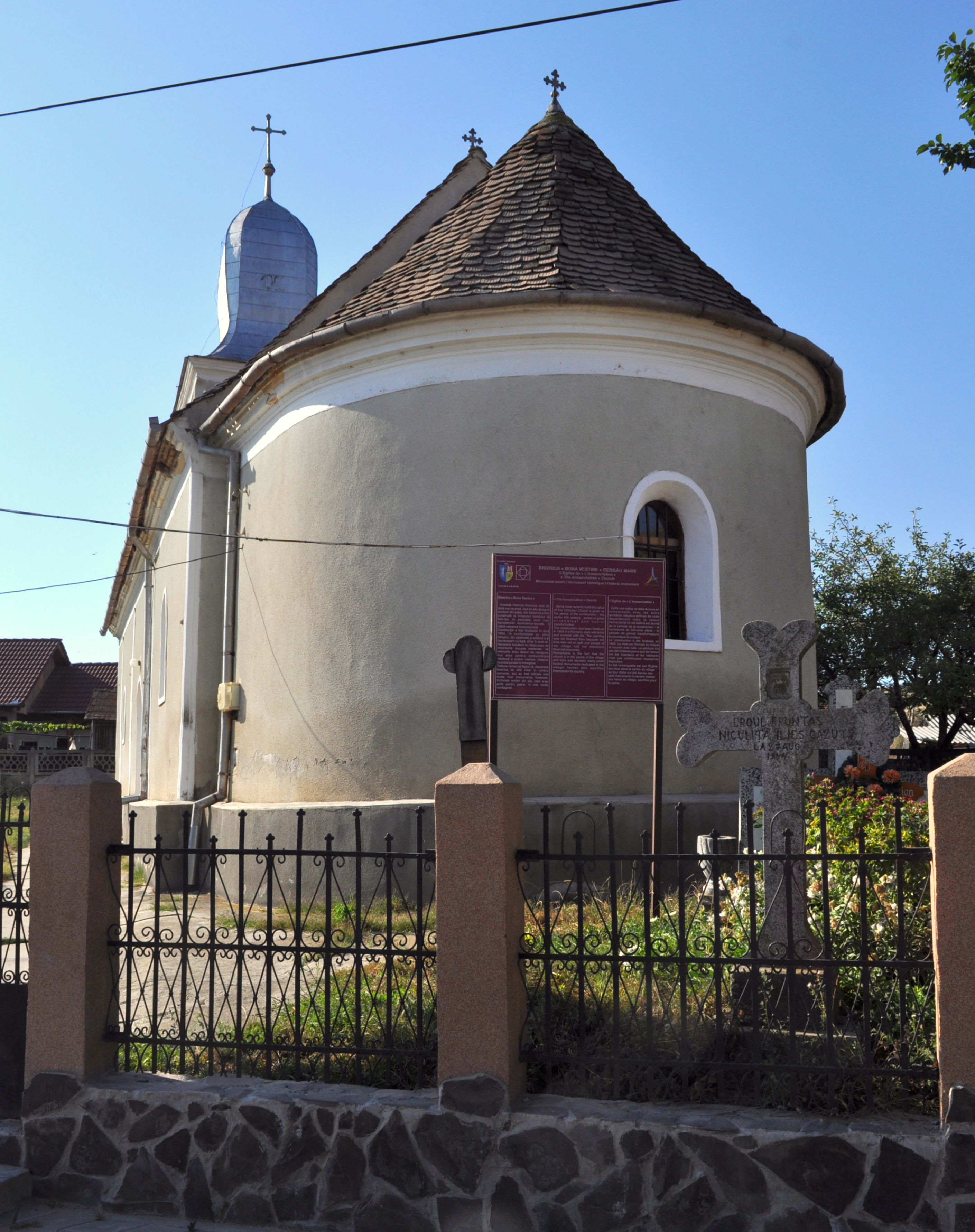
Absiden
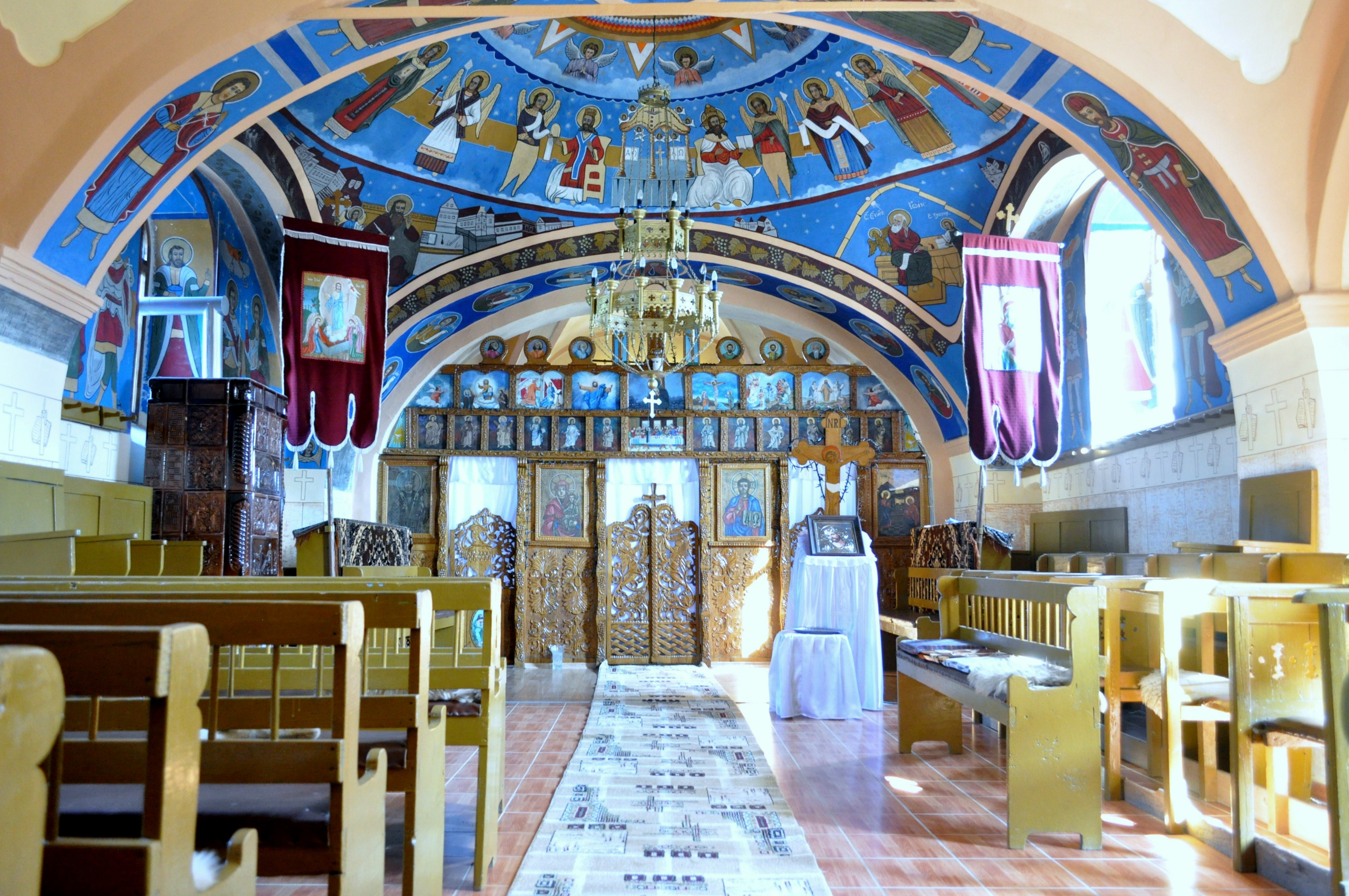
Kyrkans interiör mot ikonostasen.
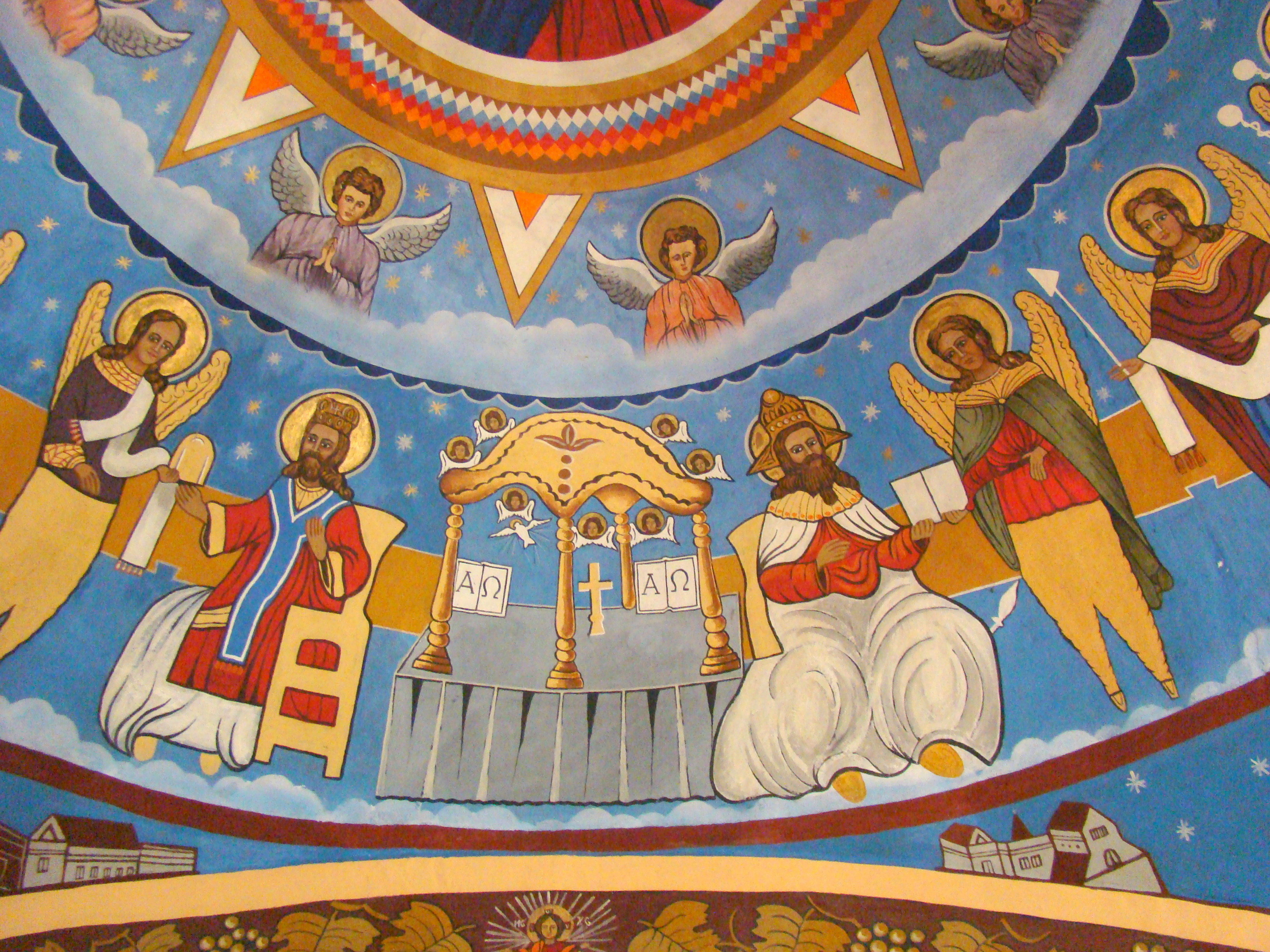
Målning